# Трьохозерки (Нижньогородська область)
Трьохозерки (рос. Трёхозёрки) — присілок в Краснооктябрському районі Нижньогородської області Російської Федерації.
Населення становить 158 осіб. Входить до складу муніципального утворення Краснооктябрський округ.

## Історія
До травня 2022 року входило до складу муніципального утворення Єндовищинська сільрада.

## Населення
1. Н/Д[2]